# عیسی (فیلم ۱۹۷۳)
عیسی (انگلیسی: Jesus) یک فیلم هندی است که در سال ۱۹۷۳ منتشر شد.